# Cathérine Vandoorne
Cathérine Vandoorne (Izegem, 8 september 1970) is een Belgische radiopresentatrice.

## Loopbaan
Vandoorne studeerde "voordracht en welsprekendheid" aan het conservatorium in Antwerpen.
Na haar Eerste Prijs Woord aan het conservatorium in Antwerpen, ging ze in september 1991 aan de slag op de redactie van Ochtendkuren met Dirk Somers en Luc Verschueren bij Radio 2-Limburg. Ze presenteerde er de zomerversie van het sportprogramma Afgefloten en Ochtendkuren en presenteerde de programma's Nachtwacht en De Tijdmachine (samen met Luk De Laat).  
Later presenteerde ze op Radio 2 onder andere Radio 2x2, KOOK en Huisraad. 
Van 14 oktober 2007 tot 1 juli 2022 presenteerde ze op Radio 2 het op Eén te volgen lifestyleprogramma De Madammen samen met Anja Daems en Siska Schoeters (voorheen Britt van Marsenille, Leki en Ilse Van Hoecke).

## Persoonlijk leven
Vandoorne is gehuwd met politicus Koen T'Sijen, burgemeester van de Antwerpse gemeente Boechout, en is moeder van een dochter.
Huidig (anno 2022):
Luc Appermont · Cara Cobbaert · Anja Daems · Sandra Deakin · Karolien Debecker · Kim Debrie · Peter De Groot · Lars De Groote · Guy De Pré · Chris Dusauchoit · Dirk Ghijs · Peter Hermans · Wouter Landuyt · Filip Ledaine · Daan Masset · Caren Meynen · Sven Pichal · Marc Pinte · Harald Scheerlinck · Siska Schoeters · Benjamien Schollaert · Showbizz Bart · Sharon Slegers · Jo Van Damme · Niels Vandeloo · Sonny Vanderheyden · Cathérine Vandoorne · Christel Van Dyck · Ruben Van Gucht · Iris Van Hoof · Vanessa Vanhove · Britt Van Marsenille · David Van Ooteghem · Peter Verhulst · Dirk Vlaeyen · Pascal Vranckx · Albrecht Wauters
Voormalig:
Luk Alloo · Johan Anthierens · Nand Baert · Erik Baeyens · Wim Bary · Jos Baudewijn · Flor Berckenbosch · Marcel Beerten · Wilfried Bertels · Marc Brillouet · Els Broeckmans · Fred Brouwers · Edwin Brys · Ro Burms · Walter Capiau · Annemie Coppieters · Harry Creemers · Karel Daerden · Christoff · Conny De Boos · Hein Decaluwé · Jessie De Caluwe · Jo met de Banjo · Gust De Coster · Martin De Jonghe · Paula De Meulder · Els De Vuyst · Frank Dingenen · Michel Follet · Jacky Geerts · Jos Ghysen · Margriet Hermans · Irene Houben · Michel Ilsen · Rita Jaenen · Chris Jonckers · Tante Kaat · Luk de Laat · Jo Leemans · Leki · Kathy Lindekens · Kris Luyten · Micha Marah · Betty Mellaerts · Kaat Mendonck · Freek Neirynck · Line Ooms · Sven Ornelis · Katrien Palmers · Gerard Pollet · Julien Put · Hugo Raspoet · Niko Reynaert · Luk Saffloer · Karel Segers · Lennart Segers · Lutgart Simoens · Rudi Sinia · Dirk Somers · Dré Steemans · Jan Theys · Gene Thomas · Wiet Van Broeckhoven · Marc Van den Hoof · Dieter Vandepitte · Karin Van den Berghe · Thomas Van der Spiegel · Kurt Van Eeghem · Wim Van Gansbeke · Els Van Herzeele · Ilse Van Hoecke · Bert Van Molle · Jan Van Rompaey · Paula Van Wilder · Louis Verbeeck · Karel Vereertbruggen · Herwig Verhovert · Luc Verschueren · Johan Verstreken · Tom Vossen · Eddy Wally · Niels William · Edwin Ysebaert · Zaki